# Preferencia
En las ciencias sociales, particularmente la economía, la preferencia es el orden que un individuo (agente económico) otorga a un conjunto de alternativas en función de su utilidad relativa, proceso que da como resultado una "elección" óptima. En lugar de los precios de los bienes, la renta personal o la disponibilidad de bienes, el carácter de las preferencias está determinado por los gustos de una persona. La racionalidad económica establece que los individuos actúan de la manera más conveniente a sus gustos cuando se enfrentan a una decisión, es decir, a partir de un número de opciones, necesariamente debe tener un conjunto de preferencias. Por ejemplo, suele preferirse la felicidad al sufrimiento o la tristeza. Además, usualmente (aunque no siempre) se asume que se prefiere el mayor consumo de un bien normal a un consumo menor.
Las preferencias juegan un papel importante en muchas disciplinas, incluida la filosofía moral y la teoría de la decisión. Las propiedades lógicas de las preferencias también tienen efectos importantes en la teoría de la elección racional, que ha tenido una gran influencia en el pensamiento económico contemporáneo. De manera más general, las preferencias pueden verse como una fuente de motivación. En la ciencia cognitiva, las preferencias individuales también se utilizan para explicar la toma de decisiones.

## Preferencias en economía
En microeconomía, particularmente la teoría del consumidor, las preferencias son usadas para modelar las decisiones de los agentes económicos. En 1926 Ragnar Frisch desarrolló un modelo matemático de las preferencias en el contexto de la demanda económica y las funciones de utilidad. Mientras que los economistas de los siglos XVIII y XIX teorizaron sobre la utilidad, con el advenimiento del positivismo lógico en el siglo XX, Frisch consideró que el concepto necesitaba una mayor contrastación empírica. Dado que las elecciones binarias son directamente observables, el concepto de preferencia atrajo a los economistas de la época. La búsqueda de observables en microeconomía fue después llevada más lejos por la teoría de la preferencia revelada, donde se sostiene que las preferencias de los consumidores pueden "revelarse" a partir de lo que compran, particularmente en diferentes circunstancias de ingresos y precios.
A pesar de la influencia del utilitarismo y la teoría de la decisión, muchos economistas tienen diferentes definiciones de agente racional. Desde los esfuerzos de Frisch, uno de los principales problemas que ha prevalecido en la teoría de las preferencias es la representabilidad de una estructura de preferencias con una función real. El libro de John Von Neumann y Morgenstern de 1944 Juegos y comportamiento económico trataba las preferencias como una relación formal cuyas propiedades pueden enunciarse axiomáticamente. Este tipo de comprensión axiomática de las preferencias pronto comenzó a influir en otros economistas: Marschak y Houthakker lo adoptaron en 1950 y Kenneth Arrow lo desarrolló en su libro de 1951 Elección social y valores individuales.
Gérard Debreu, influenciado por las ideas del grupo Bourbaki, defendió la axiomatización de la teoría del consumidor en la década de 1950, y las herramientas que tomó prestadas de las relaciones binarias se han convertido en una corriente principal desde entonces. Aunque la economía de la elección puede examinarse tanto a nivel de funciones de utilidad como a nivel de preferencias, pasar de una a otra puede resultar útil. Por ejemplo, cambiar la base conceptual de una relación de preferencia abstracta a una escala de utilidad abstracta da como resultado un nuevo marco matemático, que permite formular e investigar nuevas condiciones sobre la estructura de las preferencias.

## Axiomas de la elección racional
Sea {\displaystyle X} un conjunto de alternativas posibles, mutuamente excluyentes, entre las que debe elegir un agente. En {\displaystyle X} suponemos definida una relación binaria {\displaystyle \succsim \!}, llamada relación de preferencia, de manera que, para {\displaystyle x,y\in X,x\succsim \!y}, es decir que la alternativa {\displaystyle x} es preferida o indiferente a la alternativa {\displaystyle y}. A partir de la relación de preferencia se definen otras dos relaciones, de la siguiente forma:
1. Relación de preferencia estricta {\displaystyle \succ \!}, que significa que algo es preferido a algo
2. Relación de indiferencia {\displaystyle \sim }, que significa que algo es indiferente a algo

Para que la relación de preferencia sea racional ha de verificar otras dos propiedades matemáticas:
- Completitud: {\displaystyle \forall x,y\in X,x\succsim \!y\lor y\succsim \!x}
- Transitividad: {\displaystyle \forall x,y,z\in X,x\succsim \!y\land y\succsim \!z\implies x\succsim \!z}
- Completitud implica reflexividad: {\displaystyle \forall x\in X,x\succsim \!x}

Las preferencias pueden realizarse en torno a ciertos temas. En economía se suele emplear con canastas de bienes o compra de servicios. En inteligencia artificial, sin embargo, se utilizan los estados del mundo externo. A partir de las preferencias puede crearse una función de utilidad, la cual asigna una numeración real siempre y cuando respete las preferencias establecidas sobre {\displaystyle X}. Por ello, una función {\displaystyle U:X\longrightarrow R} es una función de utilidad que representa la relación de preferencia {\displaystyle \succsim \!} sobre el conjunto {\displaystyle X} si:
{\displaystyle \forall x,y\in X,x\succsim \!y\iff U(x)\geq U(y)}

Para cualquier relación de preferencia hay un número de funciones continuas de utilidad que la representan. Asimismo, cualquier función de utilidad puede usarse para construir una única relación de preferencia. Si un consumidor tiene una relación de preferencia que incumple la transitividad, entonces alguien poco escrupuloso podría sacar provecho de ello. Por ejemplo, si el consumidor tiene una manzana, y prefiere las manzanas a las naranjas, las naranjas a los plátanos, y los plátanos a las manzanas. Entonces, el consumidor pagaría una cantidad x para cambiar su manzana por un plátano, porque prefiere los plátanos a las manzanas. Tras esto, pagaría x por cambiar su plátano por una naranja, y otra vez x para cambiar la naranja por una manzana, y así sucesivamente.
La completitud es más cuestionable. En la mayoría de las aplicaciones, S es un conjunto infinito y el consumidor no es consciente de todas las preferencias. Por ejemplo, no hay por qué decidir si un consumidor prefiere ir en vacaciones en avión o en tren si no tiene suficiente dinero para ir de vacaciones (aunque también  puede soñar con lo que haría de ganar la lotería).
Sin embargo, la preferencia puede interpretarse como una elección hipotética que puede realizarse, en lugar de un estado mental consciente. En este caso, la completitud asume que el consumidor siempre puede decidirse entre sí es indiferente o prefiere una opción cuando se le presenta cualquier par de opciones. La relación de indiferencia ~ es una relación de equivalencia. Así que se tiene un conjunto cociente S/~ de clase equivalente de S que forma una partición de S. Cada clase de equivalencia es un conjunto de paquetes que son igualmente preferidos.
Si solo hay dos artículos, las clases de equivalencia pueden representarse gráficamente como curvas de indiferencia.
A partir de la relación de precedencia de S se tiene una relación de preferencia en S/~. A diferencia de lo anterior, en este caso hablamos de una relación antisimétrica y un orden total.
Todo lo expuesto es independiente de los precios de los bienes y servicios e independiente de la capacidad adquisitiva del consumidor. Esto determina lo realizable (lo que puede costearse). En principio, el consumidor elige un paquete dentro de sus capacidades cuando lo prefiere al resto de posibles paquetes; con lo que maximiza la utilidad.

### Ceteris paribus
La satisfacción de una persona no depende únicamente de los bienes que consume, sino también  sus actitudes psicológicas, las presiones de su grupo social y su entorno cultural. Los economistas tienen un interés general por analizar estas influencias, pero normalmente tienen que estrechar su enfoque. Por tanto, una práctica común consiste en dirigir nuestra atención exclusivamente a las elecciones entre opciones cuantificables (por ejemplo, las cantidades relativas de alimentos y cobijo que han sido adquiridas, el número de horas trabajadas por semana o la elección entre tasas fiscales concretas), pero manteniendo constantes todos los demás factores que afectan el comportamiento. El análisis económico de las elecciones para maximizar la utilidad recurre al supuesto "ceteris paribus" (manteniéndose todo lo demás constante), a efecto de facilitar el análisis de las elecciones en un contexto simplificado.
Como un ejemplo importante del supuesto ceteris paribus, véase el problema de un individuo que debe elegir, en un momento determinado, si consume {\displaystyle n} bienes entre {\displaystyle x_{1},x_{2},x_{3}...,x_{n}}. Supóngase que puede representarse la forma en que el individuo clasifica estos bienes empleando una función de utilidad con la fórmula:
{\displaystyle Utilidad=U(x_{1},x_{2},x_{3}...x_{n};otros)}

Donde las {\displaystyle x} se refieren a las cantidades de los bienes que podría elegir y la notación “otros” recuerda que, para el análisis, se han mantenido constantes muchos aspectos del bienestar del individuo.

### Economía conductual
La economía de la conducta investiga las circunstancias donde el comportamiento humano es consistente e inconsistente con estas suposiciones, particularmente a partir del estudio de sesgos cognitivos.